# Interestatal 580 (California)
La Interestatal 580 (abreviada I-580) es una autopista interestatal ubicada en el estado de California. La autopista inicia en el Oeste desde la US 101     en San Rafael hacia el Este en la I 5     cerca de Tracy. La autopista tiene una longitud de 121,6 km (75.550 mi).

## Mantenimiento
Al igual que las carreteras estatales, las carreteras federales, la Interestatal 580 es administrada y mantenida por el Departamento de Transporte de California por sus siglas en inglés Caltrans.

## Cruces
La Interestatal 580 es atravesada principalmente por la  I 80  en Oakland
 I 980  en Oakland
 I 238  en Castro Valley
 I 680  en Dublin
 I 205  cerca de Livermore.
| Condado | Localidad            | Miliario                                                     | Salida | Destinos                                                           | Notas |
| --- | -------------------- | ------------------------------------------------------------ | ------ | ------------------------------------------------------------------ | --- |
| Marin MRN 4.78-0.00 | San Rafael           | 4.78                                                         |        | US 101 norte – San Rafael, Santa Rosa                              | Salida Oeste y entrada Este                                                                                  |
| Marin MRN 4.78-0.00 | San Rafael           | 4.50                                                         | 1B     | Francisco Boulevard hacia US 101 south                             | Señalizada como Salida 1 en sentido Este                                                                     |
| Marin MRN 4.78-0.00 | San Rafael           | 3.09                                                         | 2A     | Sir Francis Drake Boulevard                                        | Salida Oeste y entrada Este                                                                                  |
| Marin MRN 4.78-0.00 | San Rafael           | 2.48                                                         | 2B     | Francisco Boulevard – San Quentin                                  | Señalizada como Salida 2 en sentido Este                                                                     |
| Marin MRN 4.78-0.00 | San Rafael           | Puente Richmond – San Rafael sobre la Bahía de San Francisco |        |                                                                    | |
| Contra Costa CC 7.79-0.00                                                                                                 | Richmond             |                                                              |        |                                                                    | |
| Contra Costa CC 7.79-0.00                                                                                                 | Richmond             | 6.01                                                         | 7A     | Western Drive – Point Molate                                       | Sin salida en sentido Este                                                                                   |
| Contra Costa CC 7.79-0.00                                                                                                 | Richmond             | R5.43                                                        | 7B     | Richmond Parkway hacia I-80 este – Port Richmond, Sacramento       | Señalizada como Salida 7 en sentido Este                                                                     |
| Contra Costa CC 7.79-0.00                                                                                                 | Richmond             | R4.64                                                        | 8      | Canal Boulevard, Garrard Boulevard                                 | |
| Contra Costa CC 7.79-0.00                                                                                                 | Richmond             | R3.60                                                        | 9      | Cutting Boulevard, Harbour Way                                     | Señalizadas como salidas 9A (Cutting Boulevard, Harbour Way south) y 9B (Harbour Way north) en sentido oeste |
| Contra Costa CC 7.79-0.00                                                                                                 | Richmond             | R2.89                                                        | 10A    | Marina Bay Parkway, South 23rd Street                              | |
| Contra Costa CC 7.79-0.00                                                                                                 | Richmond             | R2.09                                                        | 10B    | Regatta Boulevard                                                  | |
| Contra Costa CC 7.79-0.00                                                                                                 | Richmond             | 1.21                                                         | 11     | Bayview Avenue                                                     | |
| Contra Costa CC 7.79-0.00                                                                                                 | Richmond             | 0.24                                                         | 12     | Central Avenue                                                     | |
| Alameda ALA 48.04-0.00 | Albany               |                                                              | 13     | Buchanan Street – Albany                                           | Señalizada como Salida 13A en sentido Oeste                                                                  |
| Alameda ALA 48.04-0.00 | Albany               | 47.35 R7.30                                                  |        | I 80 este (Eastshore Freeway) – Vallejo, Sacramento                | Extremo oeste de la I-80; Salida Oeste y entrada Este                                                        |
| Alameda ALA 48.04-0.00 | Berkeley             | 6.62                                                         | 12     | Gilman Street                                                      | |
| Alameda ALA 48.04-0.00 | Berkeley             | 5.82                                                         | 11     | University Avenue – Berkeley                                       | |
| Alameda ALA 48.04-0.00 | Berkeley             | 4.58                                                         | 10     | SR 13 sur (Ashby Avenue) / Shellmound Street                       | Shellmound Street es accesible solamente desde el sentido Oeste de la I-580 / en sentido este de la I-80     |
| Alameda ALA 48.04-0.00 | Emeryville           | 3.79                                                         | 9      | Powell Street – Emeryville                                         | |
| Alameda ALA 48.04-0.00 | Oakland              | 2.80 46.46                                                   | 19A    | I 80 oeste (Bay Bridge) – San Francisco                            | Extremo este de la I-80; Sin número de Salida en sentido Este                                                |
| Alameda ALA 48.04-0.00 | Oakland              | 46.46                                                        |        | I 880 sur (Nimitz Freeway) / West Grand Avenue – Alameda, San José | Salida Este y entrada Oeste                                                                                  |
| Alameda ALA 48.04-0.00 | Oakland              | 46.01                                                        | 19A    | MacArthur Boulevard                                                | Salida izquierda en sentido Este y entrada Oeste                                                             |
| Alameda ALA 48.04-0.00 | Oakland              | 46.01                                                        | 19B    | SR 123 norte (San Pablo Avenue) / West Street                      | Salida Oeste y entrada Este                                                                                  |
| Alameda ALA 48.04-0.00 | Oakland              | 45.15                                                        | 19C    | SR 24 este (Grove-Shafter Freeway) – Berkeley, Walnut Creek        | Señalizada como Salida 19B en sentido Este                                                                   |
| Alameda ALA 48.04-0.00 | Oakland              | 45.15                                                        | 19D    | I 980 oeste (Grove-Shafter Freeway) a I 880 – Downtown Oakland     | Señalizada como Salida 19C en sentido Este                                                                   |
| Alameda ALA 48.04-0.00 | Oakland              | 44.51                                                        | 20     | Webster Street, Broadway-Auto Row                                  | Salida sentido Este solamente                                                                                |
| Alameda ALA 48.04-0.00 | Oakland              | 44.28                                                        | 21A    | Harrison Street, Oakland Avenue, MacArthur Boulevard               | |
| Alameda ALA 48.04-0.00 | Oakland              | 43.75                                                        | 21B    | Grand Avenue                                                       | |
| Alameda ALA 48.04-0.00 | Oakland              | 43.48                                                        | 22A    | Lake Shore Avenue                                                  | Salida Este es por medio de la Salida 21B                                                                    |
| Alameda ALA 48.04-0.00 | Oakland              | 42.67-R42.18                                                 | 22B    | Park Boulevard, 14th Avenue                                        | Señalizada como Salida 22 en sentido Este                                                                    |
| Alameda ALA 48.04-0.00 | Oakland              | R41.43                                                       | 23     | Fruitvale Avenue, Coolidge Avenue                                  | Señalizada como Salida 24 en sentido Oeste                                                                   |
| Alameda ALA 48.04-0.00 | Oakland              | R40.65                                                       | 24     | 35th Avenue                                                        | Salida Este y entrada Oeste                                                                                  |
| Alameda ALA 48.04-0.00 | Oakland              | R40.08                                                       | 25A    | High Street                                                        | La salida en sentido Oeste es por la Salida 25                                                               |
| Alameda ALA 48.04-0.00 | Oakland              | R39.91                                                       | 25B    | MacArthur Boulevard                                                | Señalizada como Salida 25 en sentido Oeste                                                                   |
| Alameda ALA 48.04-0.00 | Oakland              | R39.24                                                       | 26A    | SR 13 norte (Warren Freeway) – Berkeley                            | Salida Este es por medio de la Salida 26                                                                     |
| Alameda ALA 48.04-0.00 | Oakland              | R38.92                                                       | 26B    | Seminary Avenue                                                    | Señalizada como Salida 26 en sentido Este                                                                    |
| Alameda ALA 48.04-0.00 | Oakland              | R38.31                                                       | 27A    | Edwards Avenue                                                     | Salida Este y entrada Oeste                                                                                  |
| Alameda ALA 48.04-0.00 | Oakland              | R37.80                                                       | 27B    | Keller Avenue, Mountain Boulevard                                  | Señalizada como Salida 27 en sentido Oeste                                                                   |
| Alameda ALA 48.04-0.00 | Oakland              | R36.34                                                       | 29A    | Golf Links Road, 98th Avenue                                       | Señalizada como Salida 29 en sentido Oeste                                                                   |
| Alameda ALA 48.04-0.00 | Oakland, San Leandro | R35.71                                                       | 29B    | 106th Avenue, Foothill Boulevard                                   | Salida Este y entrada Oeste                                                                                  |
| Alameda ALA 48.04-0.00 | Oakland, San Leandro | R35.11                                                       | 30     | MacArthur Boulevard, Foothill Boulevard                            | Salida Oeste y entrada Este                                                                                  |
| Alameda ALA 48.04-0.00 | Oakland, San Leandro | R34.48                                                       | 31A    | Dutton Avenue, Estudillo Avenue – Downtown San Leandro             | Señalizada como Salida 31 en sentido Oeste                                                                   |
| Alameda ALA 48.04-0.00 | San Leandro          | R33.94                                                       | 31B    | Grand Avenue – Downtown San Leandro                                | Salida Este y entrada Oeste                                                                                  |
| Alameda ALA 48.04-0.00 | San Leandro          | R33.43                                                       | 32A    | Benedict Drive                                                     | Salida en sentido Oeste solamente                                                                            |
| Alameda ALA 48.04-0.00 | San Leandro          | R32.84-R32.72                                                | 32B    | 150th Avenue, Fairmont Drive                                       | Señalizada como Salida 32 en sentido Este                                                                    |
| Alameda ALA 48.04-0.00 | San Leandro          | R31.71                                                       | 33     | 164th Avenue, Miramar Avenue, Carolyn Street                       | |
| Alameda ALA 48.04-0.00 | Castro Valley        | R30.81                                                       | 34     | I 238 norte a I 880                                                | Salida izquierda en sentido Oeste                                                                            |
| Alameda ALA 48.04-0.00 | Castro Valley        | R30.81                                                       | 34     | SR 238 sur – Hayward                                               | Salida Este y entrada Oeste                                                                                  |
| Alameda ALA 48.04-0.00 | Castro Valley        | 30.35                                                        | 35     | Strobridge Avenue                                                  | |
| Alameda ALA 48.04-0.00 | Castro Valley        | R29.37                                                       | 36A    | Redwood Road – Castro Valley                                       | Salida Este y entrada Oeste                                                                                  |
| Alameda ALA 48.04-0.00 | Castro Valley        | R28.75                                                       | 36B    | Grove Way – Castro Valley                                          | |
| Alameda ALA 48.04-0.00 | Castro Valley        | R26.23                                                       | 39     | Eden Canyon Road, Palomares Road                                   | |
| Alameda ALA 48.04-0.00 | Pleasanton, Dublin   | R21.43                                                       | 44A    | San Ramon Road, Foothill Road – Dublin                             | |
| Alameda ALA 48.04-0.00 | Pleasanton, Dublin   | 20.73                                                        | 44B    | I 680 – Sacramento, San José                                       | |
| Alameda ALA 48.04-0.00 | Pleasanton, Dublin   | 19.86                                                        | 45     | Hopyard Road, Dougherty Road                                       | |
| Alameda ALA 48.04-0.00 | Pleasanton, Dublin   | 18.82                                                        | 46     | Hacienda Drive, Dublin Boulevard                                   | |
| Alameda ALA 48.04-0.00 | Pleasanton, Dublin   | 17.95                                                        | 47     | Santa Rita Road, Tassajara Road                                    | |
| Alameda ALA 48.04-0.00 | Dublin               | 16.70                                                        | 48     | El Charro Road, Fallon Road                                        | |
| Alameda ALA 48.04-0.00 | Livermore            | 14.98                                                        | 50     | SR 84 (Airway Boulevard) / Collier Canyon Road                     | |
| Alameda ALA 48.04-0.00 | Livermore            |                                                              |        | SR 84 (Isabel Avenue)                                              | En construcción                                                                                              |
| Alameda ALA 48.04-0.00 | Livermore            | 13.22                                                        | 52A    | Portola Avenue                                                     | Cerrado; Antigua Salida Este y entrada Oeste                                                                 |
| Alameda ALA 48.04-0.00 | Livermore            | 12.53                                                        | 52B    | North Livermore Avenue – Downtown Livermore                        | Señalizada como Salida 52 en sentido Oeste                                                                   |
| Alameda ALA 48.04-0.00 | Livermore            | 10.69                                                        | 54     | First Street, Springtown Boulevard                                 | Antigua SR 84                                                                                                |
| Alameda ALA 48.04-0.00 | Livermore            | 9.68                                                         | 55     | Vasco Road – Brentwood                                             | |
| Alameda ALA 48.04-0.00 | Livermore            | R8.27                                                        | 57     | North Greenville Road, Altamont Pass Road, Laughlin Road           | |
| Alameda ALA 48.04-0.00 |                      | R5.98                                                        | 59     | North Flynn Road                                                   | |
| Alameda ALA 48.04-0.00 |                      | R1.48                                                        | 63     | Grant Line Road – Byron                                            | |
| Alameda ALA 48.04-0.00 |                      | 0.42                                                         | 65     | I 205 este – Tracy, Stockton                                       | Salida izquierda en sentido Este y entrada Oeste                                                             |
| San Joaquin SJ 15.31-0.00                                                                                                 |                      | 13.54                                                        | 67     | Mountain House Parkway, Patterson Pass Road                        | |
| San Joaquin SJ 15.31-0.00                                                                                                 | Tracy                | 8.15                                                         | 72     | Corral Hollow Road                                                 | |
| San Joaquin SJ 15.31-0.00                                                                                                 |                      | 4.34                                                         | 76     | SR 132 este – Modesto                                              | La salida en sentido Oeste es por la Salida 76                                                               |
| San Joaquin SJ 15.31-0.00                                                                                                 |                      | 4.02                                                         | 76     | Chrisman Road – Tracy                                              | Salida Oeste y entrada Este                                                                                  |
| San Joaquin SJ 15.31-0.00                                                                                                 |                      | 0.00                                                         |        | I 5 sur – Fresno, Los Ángeles                                      | Salida Este y entrada Oeste                                                                                  |
| 1.000 mi = 1.609 km; 1.000 km = 0.621 mi Cerrada/Antigua • Terminal concurrente • Acceso incompleto • Propuesta/Sin abrir |                      |                                                              |        |                                                                    | |

1. 1 2 3 4 5 6  Indica que el miliario representa la distancia entre la I-80 en vez de la I-580.